# نيكل جيفرسون
عملة النيكل جيفرسون هي العُملة المعدنية بقيمة خمسة سنتات التي سُكت بواسطة دار سك العملة الأمريكية مُنذ عام 1938، عندما حلت محل عُملة النيكل بوفالو. مِن عام 1938 حتى عام 2004، كان وجه العُملة النحاسية، والنيكل يَحمل صورة جانبية للأب المؤسس والرئيس الأمريكي الثالث توماس جيفرسون بواسطة الفنان فيليكس شلاج؛ وكان تصميم الوجه المُستَخدم في عام 2005 أيضًا في شكل جانبي، على الرغم من أنه من تصميم جو فيتزجيرالد. منذ عام 2006، أصبح تصوير جيفرسون، الذي صممه حديثًا جيمي فرانكي، متجهًا إلى الأمام. الوجه الخلفي للعُملة لا يزال هو الوجه الأصلي لشلاغ، على الرغم من إن القطعة حَملت تصميمات تذكارية في عامي 2004 و 2005.
سُكت العُملة المعدنية من فئة النيكل بوفالو لأول مرة في عام 1913، مِن الصعب سكُها لِفترة طويلة، وبعد إن أكملت فترة 25 عامًا والتي لا يمكن خلالها استبدالها إلا من قبل الكونغرس، تحركت دار السك بِسرعة لاستبدالها بتصميم جديد. في أوائل عام 1938، أجرت دار سك العُملة مسابقة تصميم، مُطالبة بتصوير جيفرسون على الوجه الأمامي ومنزل جيفرسون مونتيسيلو على الوجه الخلفي. فاز شلاج بالمسابقة، ولكن طُلب مِنه تقديم وجه جديد تمامًا وإجراء تعديلات أخرى قَبل دخول القطعة الجديدة إلى الإنتاج في أكتوبر/تشرين الأول 1938.
وبما أن النيكل كان مادة حرب استراتيجية خلال الحرب العالمية الثانية، فقد سُك النيكل من عام 1942 إلى عام 1945 في سبيكة من النحاس، الفضة، والمنغنيز ولم تتطلب تعديلها في آلات البيع. إنها تحمل علامة دار سك النقود كبيرة فوق تَصوير مونتيسيلو على الجانب الخلفي. في عامي 2004 و 2005، شهدت العُملة المعدنية من فِئة النيكل تصميمات جديدة كجزء من سلسلة العُملات المعدنية من فئة النيكل رحلة غربًا، ومنذ عام 2006 حملت العُملة المعدنية من فئة النيكل الوجه الخلفي للعُملة المعدنية Schlag والوجه الأمامي للعُملة المعدنية Franki.

## بداية

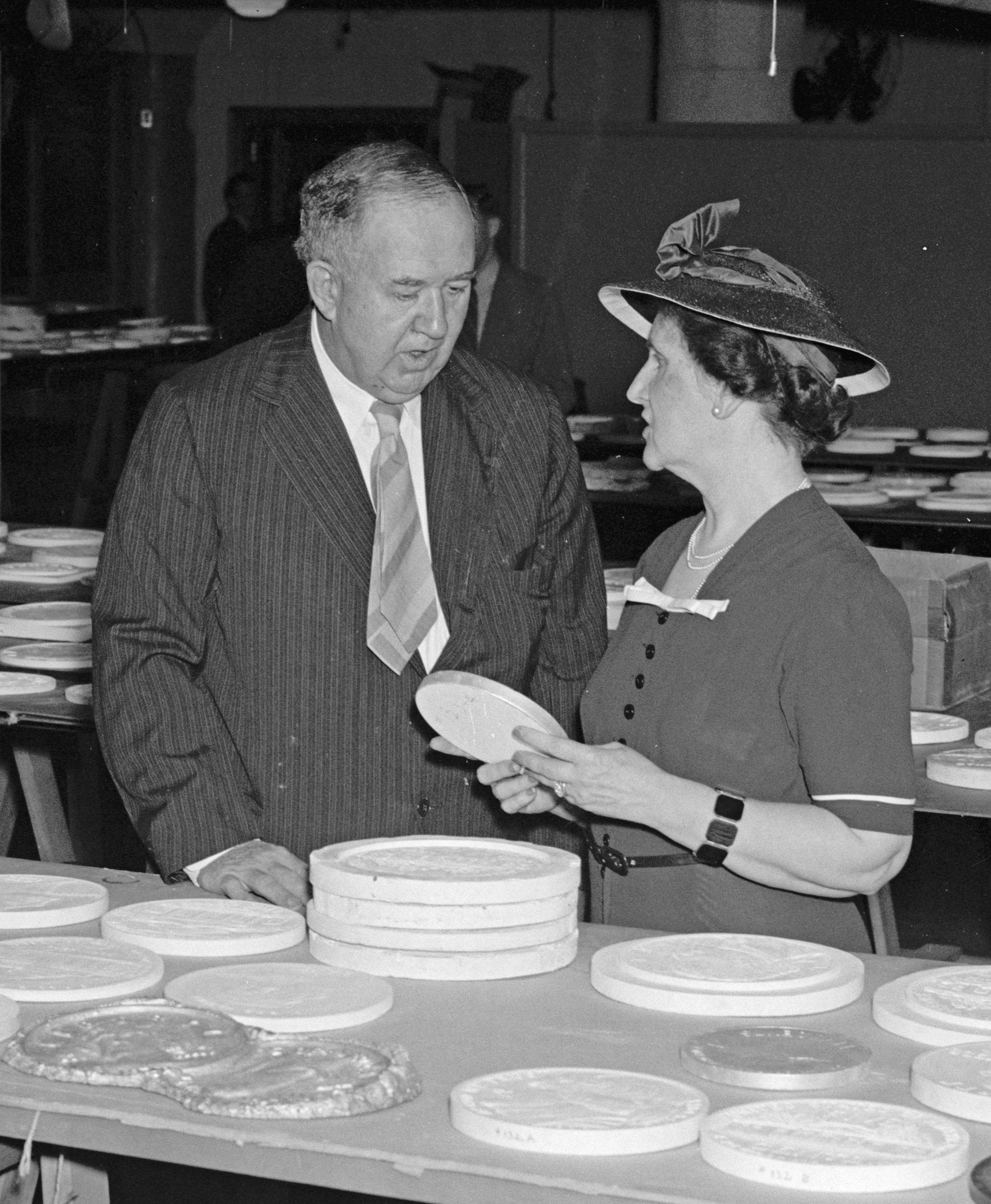
نيللي تايلو روس (يمينًا)، مديرة دار سك العملة، وإدوارد بروس ، مدير قسم الرسم والنحت ، يتفقدان المرشحين لتصميم عملة النيكل الجديدة من جيفرسون، أبريل 1938

يَحظى تصميم عُملة النيكل بفالو بتقدير كبير اليوم، وقد ظهر على كل من الدولار الفضي التذكاري والعملة المعدنية السبائكية. ومع ذلك، خلال الفترة التي ضُربت فيها (1913-1938)، لم تكن محبوبة على نحو كبير، وخاصة من قِبل سُلطات دار سك العُملة، التي كانت محاولاتها لإخراج التصميم الكامل تؤدي إلى زيادة معدل كسر القالب المرتفع بالفعل. بحلول عام 1938، ضُربت لمدة 25 عامًا، وبالتالي أصبحوا مؤهلين لاستبدالهم مِن خلال عمل وزير الخزانة وليس من خلال الكونغرس. وقد تحركت دار سك العُملة، التي تعد جزءًا من وزارة الخزانة، بسرعة ومن دون احتجاج عام لاستبدال العُملة.
في أواخر يناير/كاون الثاني 1938، أعلنت دار سك العُملة عن مسابقة مفتوحة لتصميم النيكل الجديد، حيث سيحصل الفائز على جائزة قدرها 1000 دولار. كان الموعد النهائي لِتقديم الأعمال الفنية هو 15 أبريل/نيسان، اختيرت مديرة دار سك النقود نيللي تايلو روس وثلاثة نحاتين ليكونوا الحكام. كان مِن المُقرر أن يضع المتنافسون صورة جيفرسون على الوجه الأمامي، وتَصوير منزله، مونتيسيلو، على الوجه الخلفي.
وبحلول منتصف شهر مارس/آذار، لم يكن قد تلقوا سِوى عدد قليل من المشاركات. وقد ثبت أن هذا الافتقار الظاهري إلى الاستجابة مُضلل، حيث كان العديد من الفنانين يخططون لِدخول المسابقة وقدموا تصاميمهم بالقرب من الموعد النهائي. في 20 أبريل/نيسان، اطلع الحكام على 390 مشاركة؛ وبعد أربعة أيام، اعلن عن فوز فيليكس شلاج. وُلِد شلاج في ألمانيا وجاء إلى الولايات المتحدة قَبل تسع سنوات فقط. إما بسبب سوء فهم أو إغفال، لم يَدرج شلاغ الأحرف الأولى من اسمه في التصميم؛ ولم تُضاف حتى عام 1966. يشبه تمثال جيفرسون النصفي الموجود على الوجه الأمامي تمثالهُ النصفي الذي صنعه النحات جان أنطوان هودون، والذي يوجد في متحف بوسطن للفنون الجميلة.

في أوائل شهر مايو/أيار، وَردت أنباء تُفيد بأن الدار تحتاج إلى بعض التغييرات في تصميم شلاغ قَبل سَكُها. أظهر التصميم الأصلي لشلاغ منظرًا لثلاثة أرباع مونتيسيلو، بما في ذلك شجرة. لم يُعجب المسؤولون بأسلوب الكتابة الذي استخدمه شلاغ، والذي كان أكثر حداثة من الأسلوب المستخدم على العُملة المعدنية النهائية. وكانت الشجرة مصدرًا آخر للاستياء الرسمي؛ حيث قرر المسؤولون أنها شجرة نخيل، واعتقدوا خطأً أن جيفرسون لا يمكن أن يزرع شيئًا كهذا. أُرسل طلب رسمي لإجراء تغييرات إلى شلاغ في أواخر شهر مايو/أيار. كان النحات مشغولاً بِمشاريع أخرى ولم يَعمل على القطعة المعدنية حتى منتصف شهر يونيو/حزيران. وعندما فعل ذلك، قام بتغيير الوجه الآخر إلى منظر عادي، أو منظور مباشر، لمونتيسيلو. وقد وصف مؤرخ الفن كورنيليوس فيرمولي هذا التغيير قائلاً:
استَبعد الذوق الرسمي هذا المنظر المثير للاهتمام، بل والمثير أيضًا، استبدلهُ بالضريح الروماني ذي الأشكال الضِبابية التي تبدو وكأنها المبنى الموجود على العُملة النهائية. وفي المُحاكمة العكسية، بدا اسم "مونتيسيلو" غير ضروري تقريبًا، وبالتالي، مِن المنطقي، حذفهُ. يبدو من الضروري على العُملة المعدنية الصادرة أن لا يظن أحد أن المبنى المصوَّر هو قبو فورت نوكس، أو مبنى أرشيف الدولة، أو مكتبة عامة في مكان ما.
قُدمت التصاميم إلى لجنة الفنون الجميلة للحِصول على توصيتها في منتصف شهر يوليو/تموز؛ وتضمنت النسخة المُقدمة النسخة الجديدة من مونتيسيلو ولكنها ربما لم تتضمن الحروف المُنقحة. وافقت اللجنة على التصاميم. ومع ذلك، طلب رئيس اللجنة تشارلز مور تَبديل مواقع الشِعارات على الوجه الخلفي، مع وضع اسم الدولة في الأعلى؛ وهو ما لم يَحدث. بعد توصية لجنة الفنون الجميلة، وافق وزير الخزانة هنري مورجنثاو على التصميم.

أشارت في21 أغسطس/آب، صحيفة أندرسون (إنديانا) هيرالد إلى ما يلي:
[ت] اللجنة الفيدرالية للفنون الجميلة... لم يَعجبهم منظر منزل توماس جيفرسون، مونتيسيلو، لذلك طلبوا من الفنان أن يرسم صورة أخرى لواجهة المنزل. لم يَعجبهم النص المكتوب على العُملة المعدنية. لم يكن الأمر متوافقًا، لكنهم نسوا أن يقولوا ما لم يكن متوافقًا معه... لا يوجد سبب آخر لتقليد الرومان في هذا الصدد [باستخدام أحرف على الطراز الروماني على العُملة] كما لا يوجد سبب لتصميم سياراتنا على غرار عربة عصر بن هور.

## إنتاج

### 1938–1945: سك العملة في وقت مبكر؛ التغييرات التي طرأت على الحرب العالمية الثانية
بدأ إنتاج عُملة النيكل جيفرسون في جميع دور السك الثلاثة (فيلادلفيا، دنفر، وسان فرانسيسكو)، في 3 أكتوبر/تشرين الأول 1938. بحلول منتصف نوفمبر/تشرين الثاني، سُك حوالي اثني عشر مليونًا، وطُرحت رسميًا للتداول في 15 نوفمبر/تشررين الثاني؛ وسُكت أكثر من ثلاثين مليونًا في عام 1938. وفقًا للروايات المعاصرة، خُزنت عُملة النيكل جيفرسون في البداية، ولم تُرى بشكل شائع في التداول إلا في عام 1940.
في عام 1939، أعادت دار السَك قِطع محور النيكل، وشحذ الخطوات على مونتيسيلو، التي كانت غير واضحة في الضربات الأولية. مُنذ ذلك الحين، كان الاختبار الذي يُحدد ما إذا كان النيكل قد ضُرب بشكل جيد هو ما إذا كانت الخطوات الست تَظهر بوضوح، حيث كان النيكل ذات "الخطوة الكاملة" أكثر قابلية للتحصيل. بالنسبة لهواة الجمع المتخصصين، أدى هذا التغيير في القالب في عام 1939 أيضًا إلى إنشاء نوعين لجميع دور السك الثلاث والعملات التجريبية في ذلك العام، "الوجه الخلفي لعام 1938" و "الوجه الخلفي لعام 1940"، والأخير أكثر شيوعًا في فيلادلفيا، ونادرًا بالنسبة لدار السَك الأخرى. اكتُشفت أيضًا نسخة من عام 1940 مع الوجه الخلفي لعام 1938.

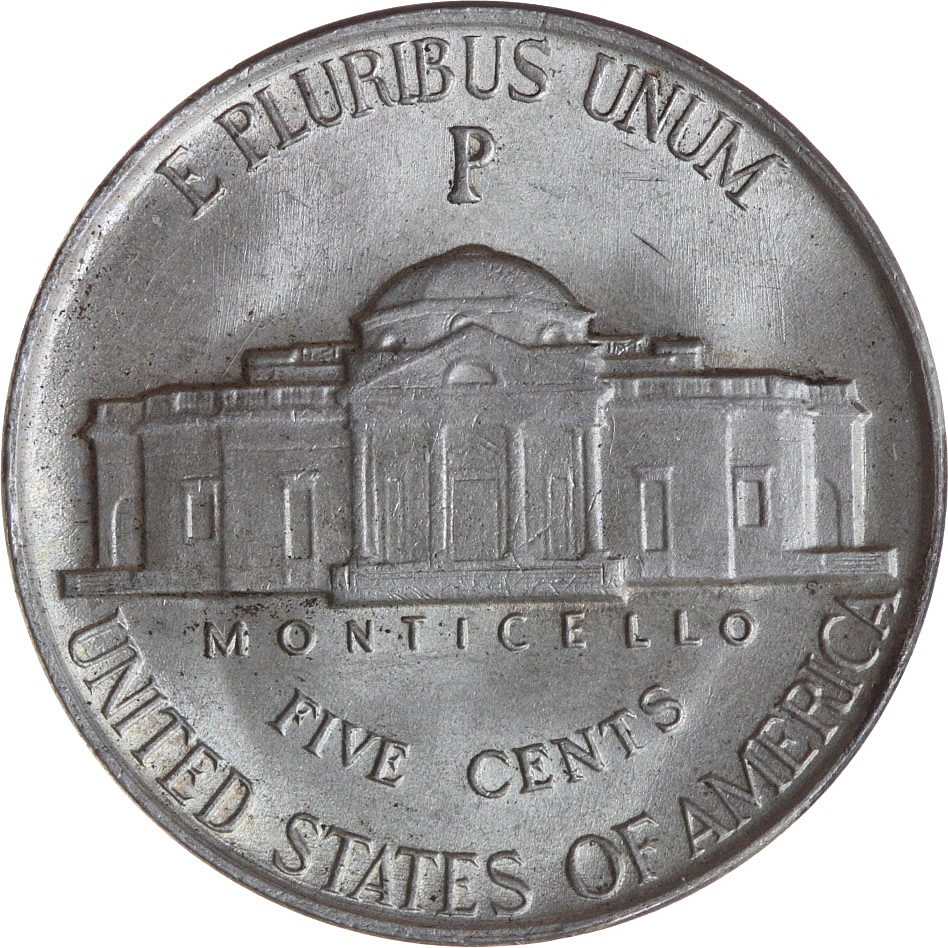
خلال الحرب العالمية الثانية ، ظهرت علامة دار سك العملة المعدنية لعملات "نيكل الحرب" المصنوعة جزئيًا من الفضة فوق صورة مونتيسيلو.

مع دخول الولايات المتحدة في الحرب العالمية الثانية، أصبح النيكل مادة حربية أساسية، وسعى دار سك العُملة إلى تقليل استخدام هذا المعدن. في 27 مارس/أذار 1942، أقر الكونغرس إصدار عُملة معدنية من فئة النيكل بنسبة 50 % النحاس، و 50٪ الفضة، ولكنها أُعطت الدار السُلطة لتغيير النسب، أو إضافة معادن أُخرى، لصالح المصلحة العامة. كان الاهتمام الأكبر للدار هو العثور على سبيكة لا تَستخدم النيكل، ولكنها لا تزال تلبي أجهزة الكشف عن التزوير في آلات البيع. سبيكة بنسبة 56% النحاس، 35% الفضة، و 9% منغنيز و ثُبت إنه مُناسب، وبدأ سَك هذا السبائك على شكل نيكل اعتبارًا من أكتوبر/تشرين الأول 1942. وعلى أمل تسهيل فرزها وسحبها بعد الحرب، قامت دار السك بِضرب جميع "عُملات النيكل الحربية" مع وضع علامة دار سك كبيرة فوق مونيسيلو. كانت علامة دار السك P التي تُشير إلى فيلادلفيا هي المرة الأولى التي تَظهر فيها علامة دار السك على عُملة أمريكية. استؤنف تكوين ما قَبل الحرب وعلامة دار سك العُملة الأصغر (أو عدم وجود علامة دار سك العُملة لفيلادلفيا) في عام 1946. في مقال نُشر عام 2000 في مجلة The Numismatist، اقترح مارك أ. بينفينوتو أن كمية النيكل التي توفرها من خلال التبديل لم تكن كبيرة بالنسبة للمجهود الحربي، ولكن النيكل الحربي كان بمثابة تذكير دائم بالتضحيات التي كان لابد من بذلها من أجل النصر.
في سلسلة النيكل الحربي، يَتعرف هواة الجمع على إضافتين، واحدة رسمية، والأخرى مُزيفة. بعض العُملات المعدنية من فئة النيكل الصادرة عام 1943-P أصبحت قديمة الطراز. هنا اعيد استخدام قالب من العام السابق، مما يسمح برؤية الرقم "2" أسفل الرقم "3". بالإضافة إلى ذلك، هناك عدد من العُملات المعدنية من فئة النيكل الصادرة عام 1944 ولا تحمل علامة دار السك الكبيرة "P". انتجت هذهِ العُملات في عام 1954 بواسطة فرانسيس لوروي هينينج، الذي صَنع أيضًا عُملات نيكل مزيفة تحمل أربعة تواريخ أخرى على الأقل.

### 1946–2003: إنتاج لاحق للتصاميم الأصلية
عندما أصبح معروفًا أن دار سك النقود في دنفر قد ضَربت 2,630,030 عُملة فقط في عام 1950، بدأت العُملات المعدنية (المُصنفة باسم 1950-D) في التخزين على نِطاق واسع. وقد زادت المُضاربة عليها في أوائل الستينيات، لكن الأسعار انخفضت بِشكل حاد في عام 1964. نظرًا لِسحبُها من التداول على نطاق واسع، أصبحت 1950-D متاحة بسهولة اليوم. أنشأت عدد من القوالب العكسية التي تحمل علامة سك العُملة S، والمخصصة لدار سك العُملة في سان فرانسيسكو، في عام 1955؛ لم تُستخدم حيث لم تُضرب تلك الدار أي عُملات معدنية من فئة الخمسة سنتات في ذلك العام وأغلقت بعد ذلك، وارسلت القوالب غير المُستخدمة للاستخدام في دنفر، حيث طُبعت علامة سك العملة S بحرف D.
سُكت العملات المعدنية المميزة، التي ضُربت في فيلادلفيا، للبيع لهواة الجمع في عام 1938 واستمر ذلك حتى عام 1942. في السنوات الأخيرة، سُكت العُملات النقدية من فئة النيكل العادي وفئة "النيكل الحربي"، وبعد ذلك توقف عن سَكها. بدأت مبيعات العُملات المعدنية مرة أخرى في عام 1950 واستمرت حتى عام 1964، عندما توقف سكها أثناء نقص العُملات المعدنية. في عام 1966، جرى تغيير صغير على التصميم لإضافة الأحرف الأولى من اسم المصمم (FS) على الوجه، أسفل صورة جيفرسون. واحتفالاً بهذا التغيير، سُكت عُملتين معدنيتين من فئة خمسة سنتات تعودان إلى عام 1966 تحملان الأحرف الأولى من الاسم، و قُدما له. سُكت مجموعات خاصة من العُملات المعدنية، ذات جودة أقل من العُملات المعدنية القياسية، في الفترة من عام 1965 إلى عام 1967. استؤنفت مبيعات العُملات المعدنية في عام 1968، وسُكت العُملات المعدنية في المنشأة التي أعيد افتتاحها في سان فرانسيسكو. إن العُملات المعدنية التي سُكت في أي دار سك بين عامي 1965 و 1967 لا تحمل علامات دار السك. ابتداءً من عام 1968، استُخدم علامات الدار مرة أخرى، ولكن نُقلت إلى الجزء السفلي من الوجه، على يمين تمثال جيفرسون. لم تُنتج أي عُملات من فئة النيكل في فيلادلفيا في عام 1968 أو 1969 أو 1970، وبالتالي لا توجد عُملات من فئة النيكل من هذهِ السنوات تحمل علامة دار السك P. منذ عام 1971، لم تُسك أي عُملة من فئة النيكل للتداول في سان فرانسيسكو- كانت عُملة 1971-S هي أول عُملة من فئة النيكل تُسك في صورة برونزية فقط منذ عام 1878. في عامي 1994 و 1997، سُكت عُملات النيكل غير اللامعة ذات الأسطح الحبيبية المميزة بأعداد صغيرة في دار سك العُملة في فيلادلفيا لتضمينها في مجموعات العملات التذكارية.
خلال أواخر القرن العشرين، قامت دار سك العُملة بتعديل التصميم بشكل متكرر. في عام 1982، شُحذت الخطوات في إعادة التصميم في ذلك العام. وشهد التعديل الذي أُجري في عام 1987 شَحذ شعر جيفرسون وتفاصيل مونتيسيلوــ فمنذ عام 1987، أصبحت العُملات المعدنية من فئة النيكل المضروبة جيداً والتي تحتوي على ست خطوات كاملة على الوجه الخلفي شائعة نسبياً. في عام 1993، شُحذ شعر جيفرسون مرة أخرى.

### 2003 - حتى الآن: سلسلة العملات المعدنية من فئة رحلة غربًا؛ إعادة تصميم الوجه الأمامي

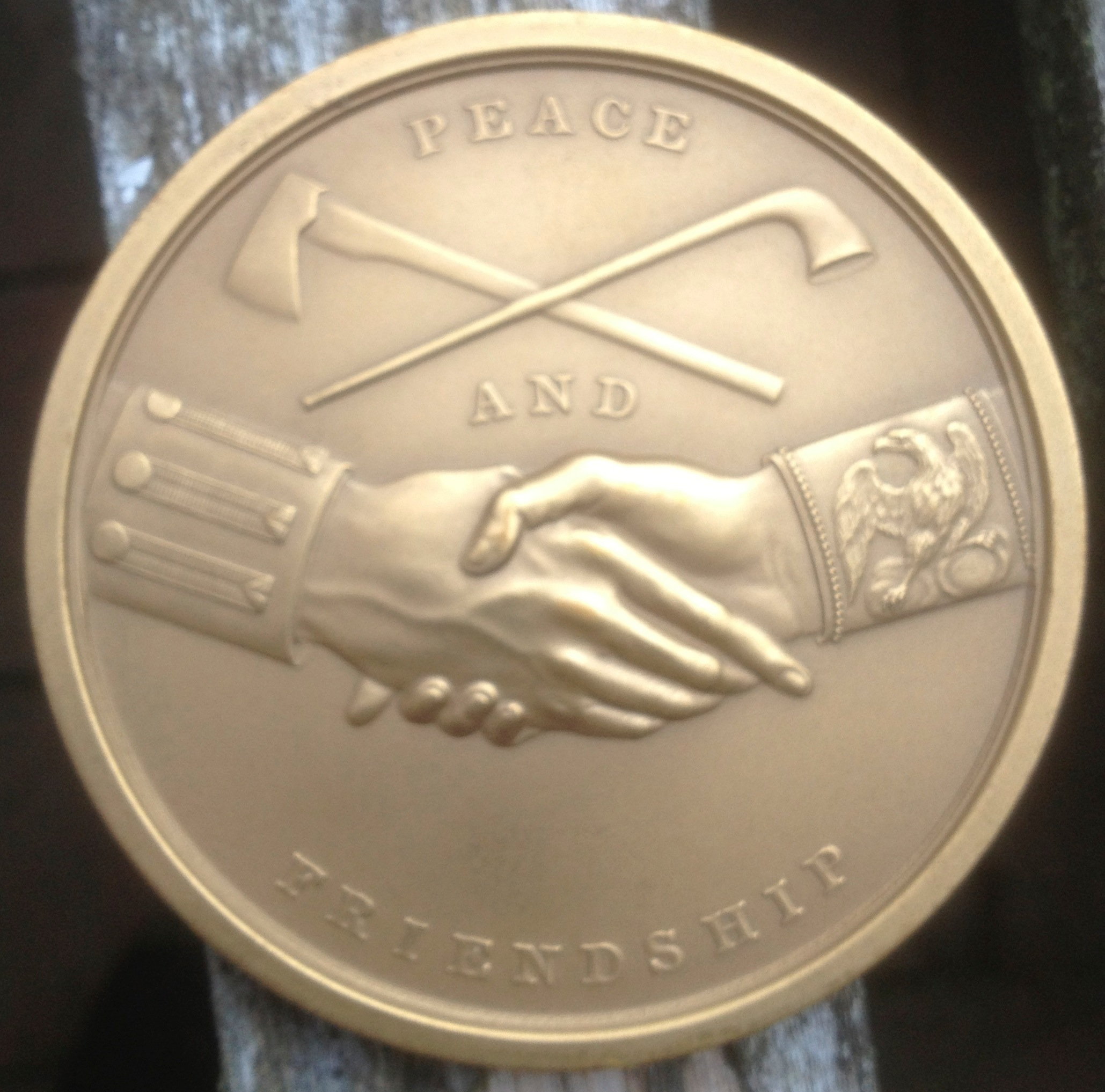
كان هذا الوجه الخلفي لميدالية السلام الهندية التي صُنعت لجيفيرسون بمثابة الأساس لأحد تصميمات الرحلة الغربية

في يونيو/حزيران 2002، أبدى مسؤولو دار سك العُملة اهتمامهم بإعادة تصميم العُملة المعدنية من فئة النيكل تكريماً للذكرى المئوية الثانية لبعثة لويس وكلارك. اتصلوا بمكتب النائب إريك كانتور (جمهوري- فرجينيا). كان لدى كانتور مخاوف بشأن نَقل مونتيسيلو، الواقعة في ولايته الأصلية، بعيدًا عن النيكل، ورعى تشريعًا من شأنه أن يسمح للدار بسك تصميمات مُختلفة في عامي 2003، 2004، و2005، وتصوير مونتيسيلو مرة أخرى بدءًا من عام 2006. وقد وقع القانون الناتج، "قانون استمرارية تصميم العُملة الأمريكية فئة 5 سنتات لعام 2003"، كقانون في 23 أبريل/نيسان 2003. وبموجب شروطه، يمكن لوزير الخزانة أن يُغير تصميمات النيكل تكريماً للذكرى المئوية الثانية للحملة وشراء لويزيانا، ولكن النيكل سوف يَظهر مرة أخرى جيفرسون ومونتيسيلو ابتداءً من عام 2006. وبموجب تشريع كانتور، فإن كل عُملة معدنية بقيمة خمسة سنتات في المستقبل سوف تحمل صور جيفرسون ومونتيسيلو.

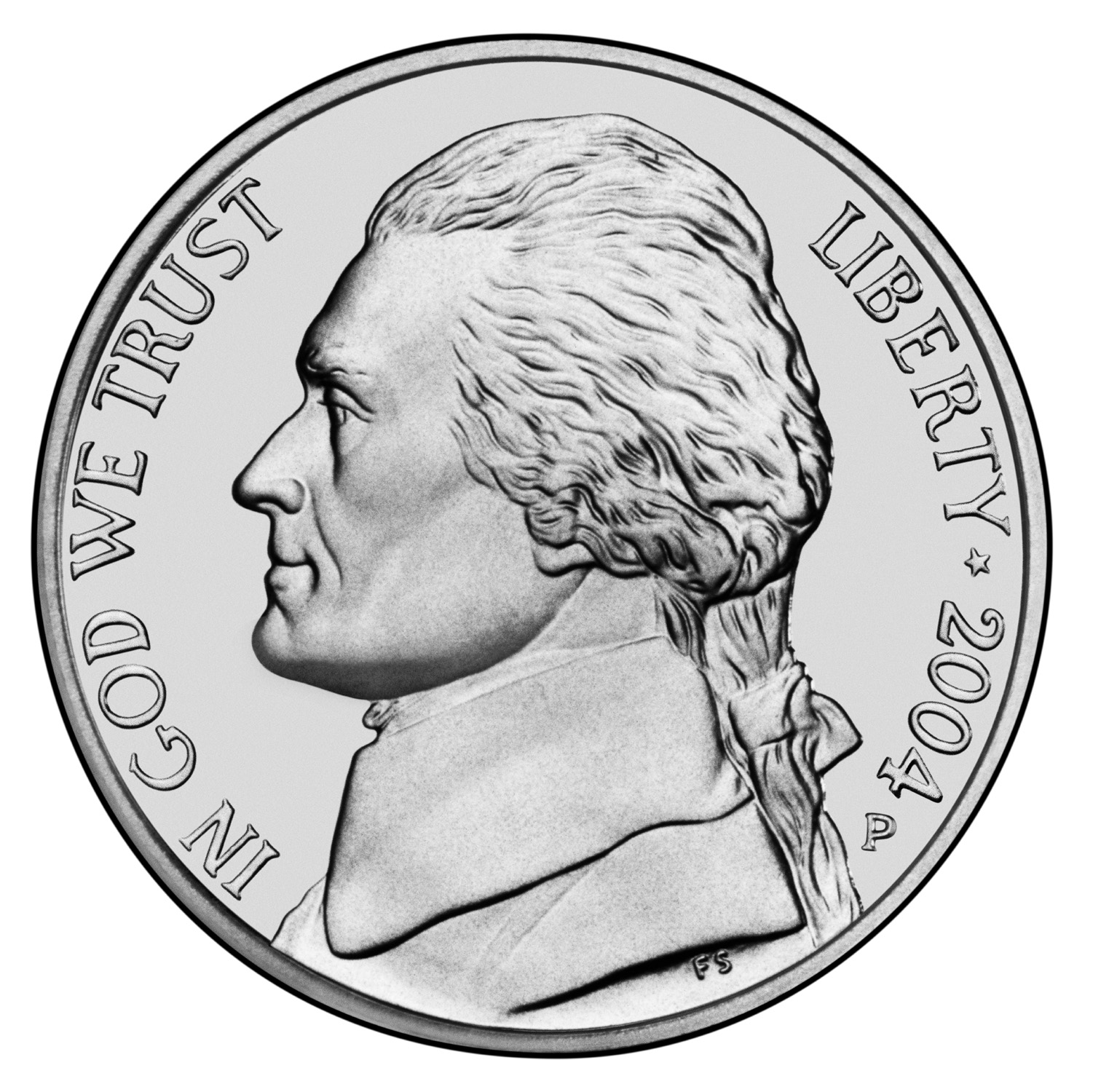
ضرب الوجه في عام 2004، وهو آخر عام استخدام فيه تصميم الوجه الخاص بشركة Schlag

في نوفمبر/تشرين الثاني 2003، أعلنت دار السك عن أول تصميمين للوجه الخلفي للعُملة، لضربهما بوجه شلاغ في عام 2004. الأول، الذي صممه النحات والنقاش نورمان إي نيميث من دار سك العُملة الأمريكية، يُصور نسخة مقتبسة من ميداليات السلام الهندية التي سُكت لجيفرسون. أما التمثال الثاني، والذي صنعه النحات والنقاش ألفريد ماليتسكي، فيصور قاربًا بعارضة مثل الذي استخدمته البعثة.

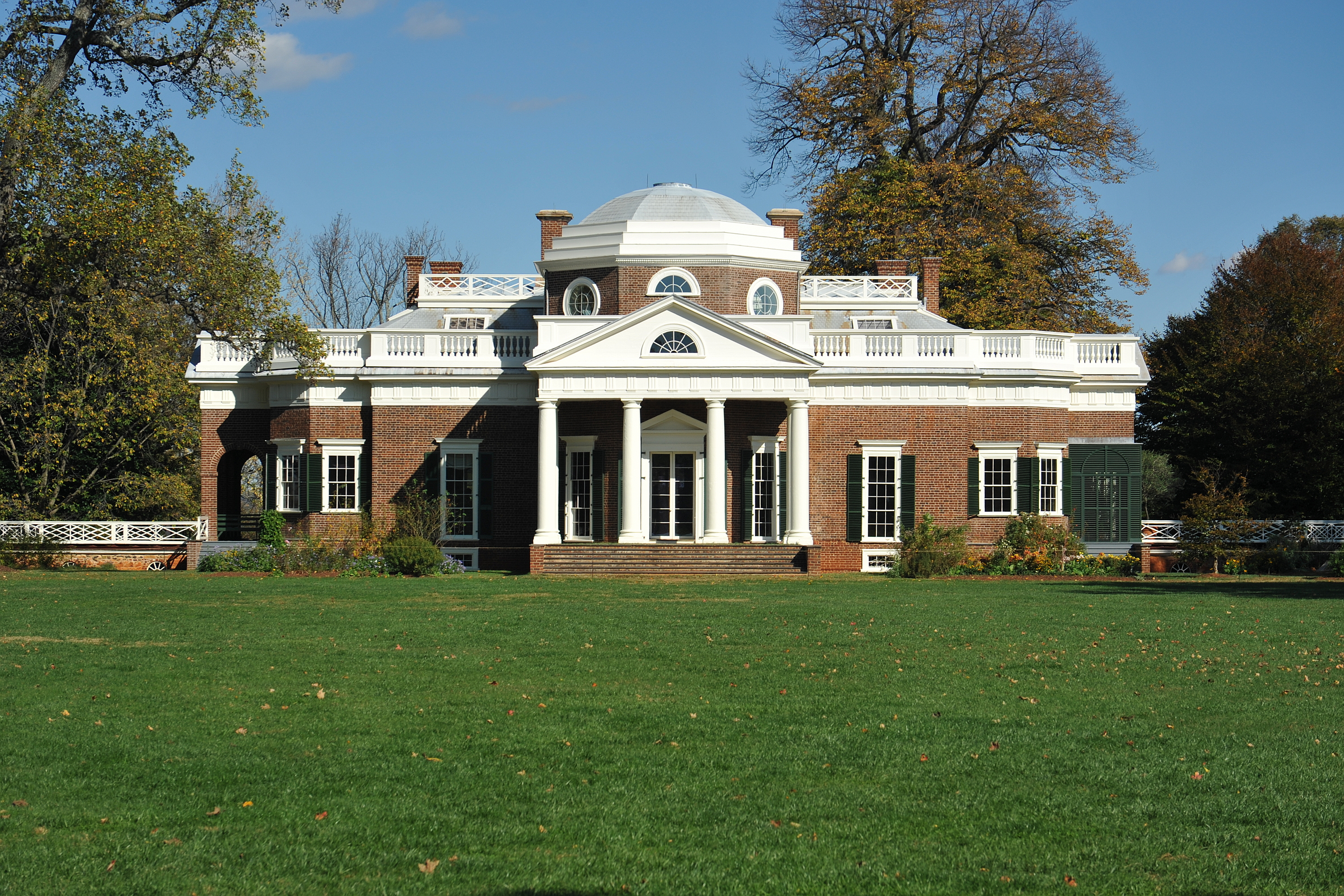
عاد مونتيسيلو إلى ظهر عملة النيكل جيفرسون في عام 2006

قدمت العُملات المعدنية من فئة الخمسة سنتات لعام 2005 صورة جديدة للرئيس السابق، صممها جو فيتزجيرالد استنادًا إلى تِمثال نصفي لجيفرسون الذي صممه هودون. أخذت كلمة "الحرية" من مسودة جيفرسون المكتوبة بخط اليد لإعلان الاستقلال، ولكن لتحقيق حرف L كبير، كان على فيتزجيرالد الحصول عليه من وثائق أخرى كتبها جيفرسون. يُصور الوجه الخلفي للنصف الأول من العام جاموسًا أمريكيًا، مما يذكرنا بنيكل البفالو وصممه جيمي فرانكي. كان ظَهر النصف الثاني من العُملة يُظهر خطًا ساحليًا وكلمات "المحيط في الأفق! يا له من بهجة!"، من تدوينه في مجلة بقلم ويليام كلارك، القائد المُشارك للبعثة. في الواقع، كتب كلارك الكلمة على أنها "ocian"، لكن دار السك قامت بتحديث طريقة التهجئة.
صُمم الوجه الأمامي للعُملة المعدنية النيكل التي ظهرت لأول مرة في عام 2006 على يد فرانكي. إنها تصور جيفرسون وهو مُتجه للأمام استنادًا إلى دراسة أجراها رامبرانت بيل عام 1800، وتتضمن كلمة "الحرية" في نص جيفرسون. وفقًا لما ذَكره ديفيد ليبريك، القائم بأعمال مدير دار سك العُملة، "إن صورة جيفرسون المواجه للأمام هي تكريم مُناسب لرؤيته". وكان الوجه الخلفي للعُملة في بداية عام 2006 عبارة عن تصميم شلاغ لمونتيسيلو، ولكن شُحذ حديثًا بواسطة نحاتي دار سك العُملة. نظرًا لأن تصميم وجه شلاغ، الذي وُضعت عليه الأحرف الأولى مِن اسمه في عام 1966، لم يَعد مُستخدمًا، فقد وُضعت الأحرف الأولى مِن اسمه على الوجه الخلفي إلى يمين مونتيسيلو.
في عام 2009، بلغ إجمالي عدد السكان 86,640,000 فقط سُكت العُملات المعدنية من فئة النيكل للتداول. ارتفع الرقم في عام 2010 إلى 490,560,000. كانت الأرقام المُنخفضة بشكل غير عادي في عام 2009 ناجمة عن نقص الطلب على العُملات المعدنية في التجارة بسبب الظروف الاقتصادية السيئة. في عام 2020، سُكت العُملة لأول مرة في دار سك العملة في ويست بوينت بعلامة الدار W؛ لم تُطرح هذه القطع للتداول ولكن استُخدمت كأقساط في المجموعات السنوية للدار. وضعت عُملة النيكل 2020-W في مجموعة الإثبات المكسوة وعُملة النيكل 2020-W العكسية في مجموعة الإثبات الفضية. تخلي عن الخطط التي كانت تهدف إلى تضمين عُملة النيكل غير المتداولة 2020-W في مجموعة العُملات غير المتداولة السنوية بسبب جائحة كوفيد-19.
قانون إعادة تصميم العُملات المعدنية المتداولة القابلة للتحصيل لعام 2020 (قانون عام. 116–330 (text) (PDF) وقع عليه من قِبل الرئيس دونالد ترامب في 13 يناير/كانون الثاني 2021. وينص هذا القانون، من بين أمور أخرى، على تصميمات خاصة لِمدة عام واحد للعُملات المعدنية المتداولة في عام 2026، بما في ذلك النيكل، بمناسبة الذكرى المئوية الثانية والخمسين للولايات المتحدة، مع تصميم يصور امرأة.

## فهرس و مراجع
- Bowers، Q. David (2007). A Guide Book of Buffalo and Jefferson Nickels. Atlanta, Ga.: Whitman Publishing. ISBN:978-0-7948-2008-4. مؤرشف من الأصل في 2013-03-28. اطلع عليه بتاريخ 2013-01-18.
- Lange، David W. (2006). History of the United States Mint and Its Coinage. Atlanta, Ga.: Whitman Publishing. ISBN:978-0-7948-1972-9. مؤرشف من الأصل في 2012-05-15. اطلع عليه بتاريخ 2013-01-18.
- Taxay، Don (1983). The U.S. Mint and Coinage (ط. reprint of 1966). New York, N.Y.: Sanford J. Durst Numismatic Publications. ISBN:978-0-915262-68-7.
- Vermeule، Cornelius (1971). Numismatic Art in America. Cambridge, Mass.: The Belknap Press of Harvard University Press. ISBN:978-0-674-62840-3.